# Adhémar Motte

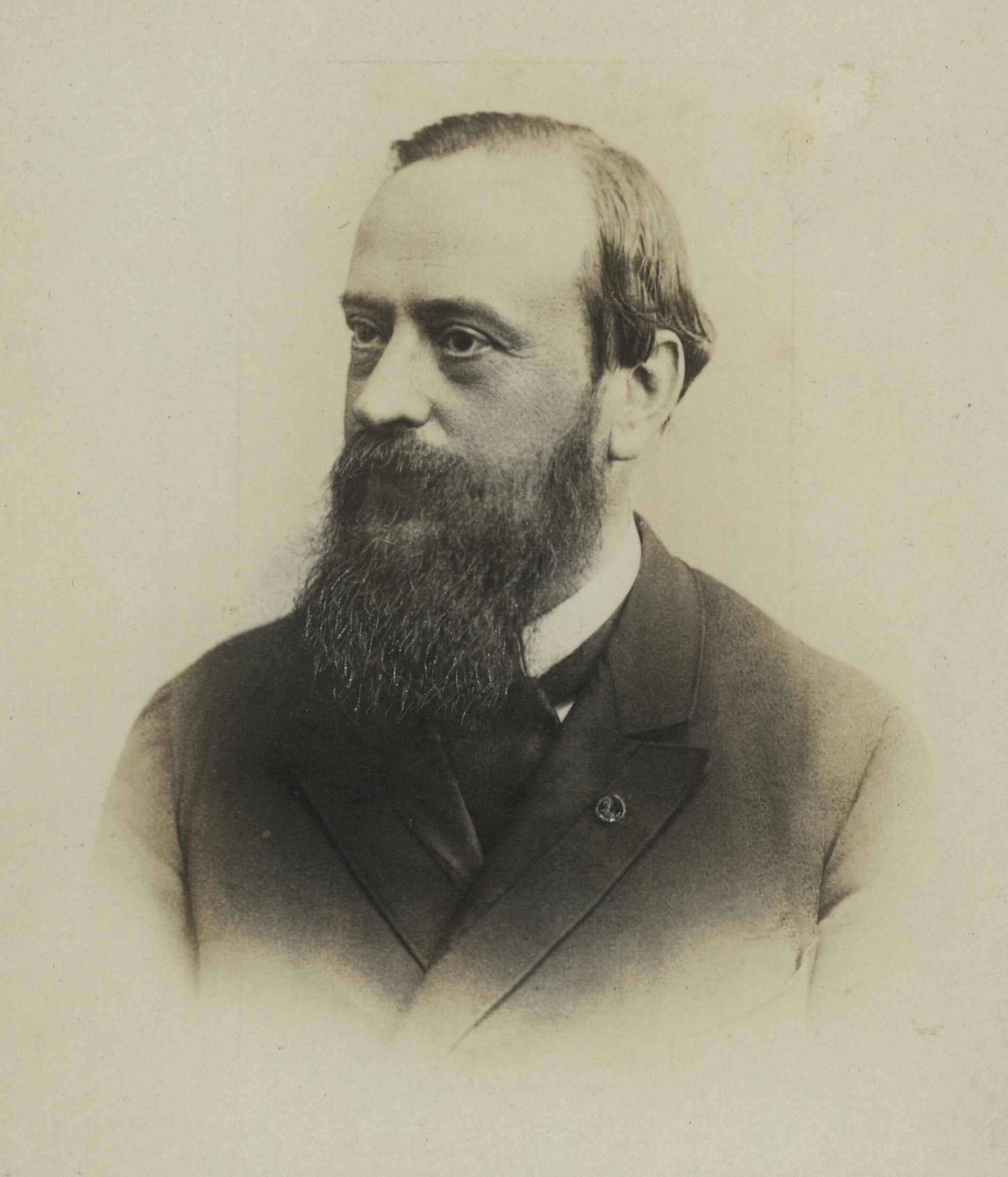
Adhémar Motte

Adhémar François Motte (Namen, 20 december 1842 - Gent, 17 maart 1902) was een Belgisch historicus en hoogleraar aan de Rijksuniversiteit Gent.

## Biografie
Adhémar Motte was een zoon van gendarmeriekolonel Louis-Joseph Motte en een kleinzoon van François Dautrebande, industrieel, burgemeester van Hoei en volksvertegenwoordiger. Hij was tweemaal gehuwd. Zijn tweede huwelijk was met Caroline Rolin (1856-1841), weduwe van notaris Fernand van Oudenhove, dochter van Hippolyte Rolin en zus van Gustave Rolin-Jaequemyns en Albéric Rolin. Hij was een oom van diplomaat André Motte.
Hij liep school aan het atheneum in Gent en behaalde de diploma's van doctor in de wijsbegeerte en letteren en kandidaat in de rechten aan de Rijksuniversiteit Gent. In 1874 behaalde hij een speciaal doctoraat in de historische wetenschappen met een proefschrift over Marcus Agrippa. Vanaf datzelfde jaar doceerde hij aan de Gentse universiteit. In 1878 werd Motte er buitengewoon hoogleraar en in 1881 gewoon hoogleraar. Hij doceerde voornamelijk vakken van het Oude Griekenland.
In 1882 belastte de Belgische Staat Motte met een opdracht in Parijs om de werking van de École normale supérieure en de École pratique des hautes études te onderzoeken.
Binnen de universiteit bekleedde hij verschillende bestuursposten: decaan van de faculteit Letteren en Wijsbegeerte (1880-1881 en 1889-1891), secretaris van de Academische Raad (1884-1885), lid van de Verbeteringsraad Hoger Onderwijs (1887-1890) en rector (1891-1894). In die laatste hoedanigheid volgde zijn schoonbroer Charles Van Cauwenberghe hem op. In 1892 overzag hij de feestelijkheden rond de 75e verjaardag van de universiteit. Na zijn rectoraat plande hij een geschiedenis van de universiteit te schrijven, maar in 1902 overleed hij.

## Publicaties (selectie)
- Étude sur Marcus Agrippa, Gent, 1872.
- La Paix de Cimon, Gent, Vanderhaeghen, 1880. (ook verschenen in Revue de l'Instruction publique en Belgique, 1875-1880)
- 'L'École normale supérieure de Paris', in Revue de l'Instruction publique en Belgique, 1883.
- 'Le prêt à Sparte', in  Revue de l'Instruction publique en Belgigue, 1883.
- Fêtes du soixante-quinziéme anniversaire de la fondation de l'Université de Gand. Discours prononcé dans la séance solennelle du 13 novembre 1892, Gent, Hoste, 1892.
- La politique du duc d'Albe vis-a-vis de l'Angleterre. Discours rectoral prononcé le 17 octobre 1893, Gent, Hoste, 1893.
- L'Amiral Gaspard de Coligny. Discours rectoral prononcé le 16 octobre 1894, Gent, Hoste.